# Martha Pfahl

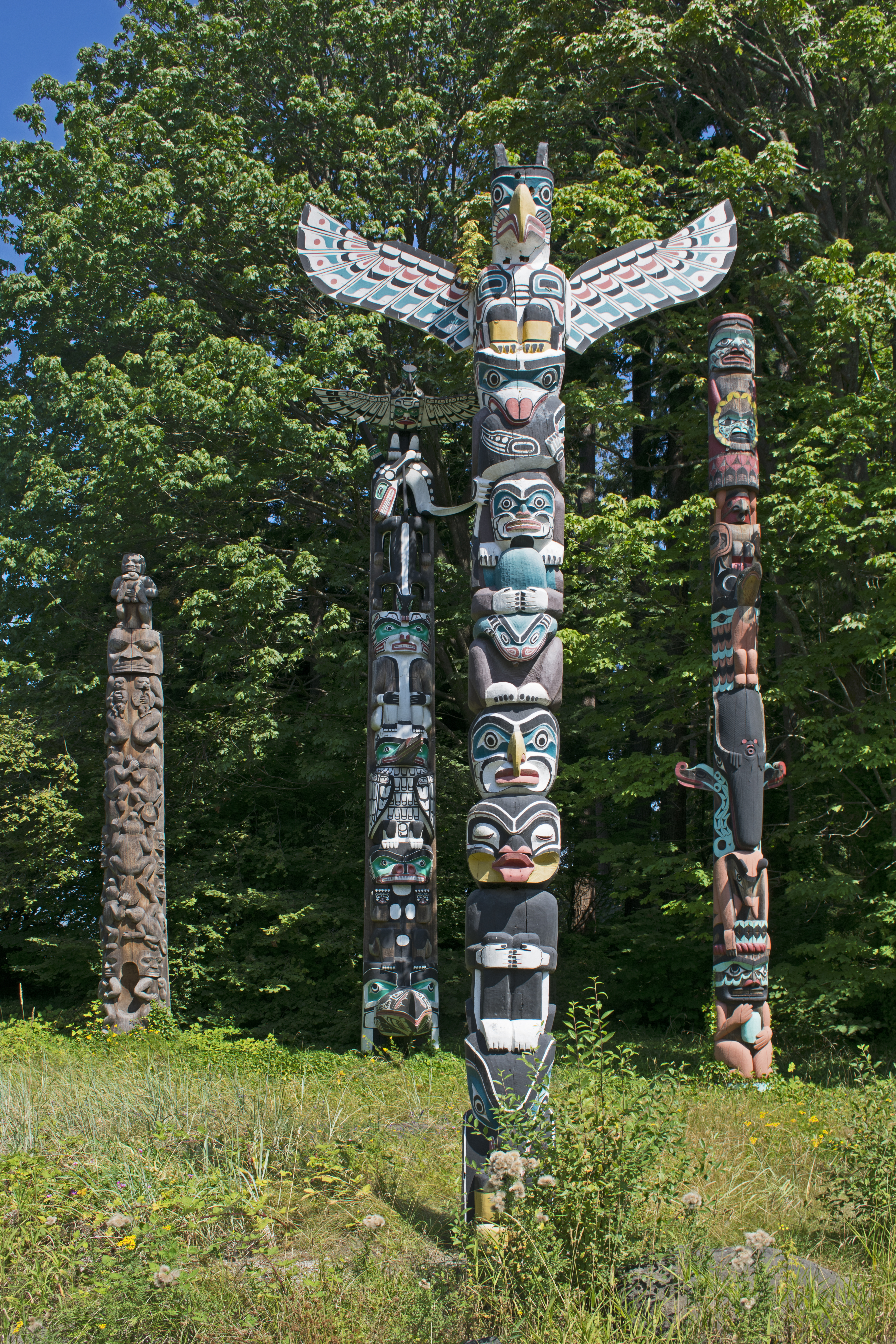
Indianischer Totempfahl

Martha Pfahl (Originaltitel: französisch Kid Lucky – Statue Squaw) ist ein Lucky-Kid-Album des französischen Comiczeichners Achdé. In deutscher Sprache ist der Band als Nummer 94 in der Lucky-Luke-Albumreihe von Ehapa erschienen. Der deutsche Titel, der wie Marterpfahl klingt, ist eine Anspielung auf Lucky Kids Ziehmutter Martha. Auf dem Titelbild schnitzt dann der junge Kid auch einen Marterpfahl (eigentlich eher ein Totempfahl) mit dem Konterfei der resoluten Frau, deren Erziehungsmaßnahmen oft recht unbeliebt sind.

## Inhalt
Der Band ist eine Zusammenstellung von meist einseitigen Episoden aus dem Leben des jungen Cowboys. Jede der Geschichten ist mit einer Anmerkung versehen, die erklärt, wie das Leben im Wilden Westen für die Cowboys damals wirklich war. In einer Geschichte weigert sich Kid, seine Kleider auszuziehen, damit sie gewaschen werden können. Er möchte nicht stundenlang nackt herumlaufen, bis die Wäsche wieder sauber ist. Martha steckt ihn einfach angezogen in den Waschzuber und hängt ihn mit den Kleidern an die Wäscheleine. Der Leser erfährt, dass Kleidung im Westen sehr teuer und wertvoll war und oft keine zum Wechseln da war. Außerdem ließ auch die Körperhygiene durchaus zu wünschen übrig.
Eine andere Geschichte lässt den Kleinen vom Leben in Freiheit, als Held und als Friedensstifter träumen. Begleitet von Sonne, Mond und Sternen. Genau: Denn in den Sternen steht seine Versetzung, wenn er weiterhin in der Schule träumt.
Die letzte Geschichte im Band ist „ein Weihnachtsmärchen“. Der erwachsene Luke träumt bei Schneefall an einem Weihnachtsabend davon, wie er wieder ein Kind ist und dem Weihnachtsmann begegnet. Prompt werden sie von einer Indianerhorde eingekreist und angegriffen. Da der Weihnachtsmann nur Geschenke, aber keine Waffen mit sich führt, muss sich der kleine Luke mit einer Schleuder und einem Schneeball verteidigen. Er landet einen Volltreffer, der den Indianerhäuptling aus dem Sattel wirft, worauf diese wegen der verursachten Schmach abziehen.